# 빠른 지원
빠른 지원, 퀵 어시스트(Quick Assist)는 사용자가 네트워크나 인터넷을 통해 원격 윈도우 컴퓨터를 보거나 제어하여 장치를 직접 만지지 않고도 문제를 해결할 수 있는 마이크로소프트 윈도우 기능이다. 원격 데스크톱 프로토콜(RDP)을 기반으로 한다. 윈도우 10에 도입된 도움말(Get Help) 기능으로 보완되며, 사용자가 마이크로소프트에 직접 연락할 수 있지만 원격 데스크톱이나 화면 공유는 허용하지 않는다.
빠른 지원이 윈도우 10에 도입되기 전에 윈도우 XP 및 이후 윈도우 버전은 윈도우 원격 지원(Windows Remote Assistance)이라는 유사한 기능을 제공했다.

## 같이 보기
- 헬프 데스크